# Innichen
Innichen ([ˈɪnɪçn̩]; italienisch San Candido, ladinisch Sanciana) ist eine Marktgemeinde mit 3294 Einwohnern (Stand 31. Dezember 2024) im Südtiroler Pustertal in Italien. Die Gemeinde grenzt im Osten und Norden an Österreich. Als Standort des einzigen Krankenhauses im Hochpustertal kommt dem Ort übergemeindliche Bedeutung zu.

## Geographie
Die Gemeinde Innichen befindet sich im von West nach Ost verlaufenden Pustertal, genauer im Hochpustertal im äußersten Osten Südtirols. Das Gemeindegebiet, insgesamt 80,10 km² groß, umfasst neben dem Pusterer Talboden auch Gebiete in den südlich angrenzenden Dolomiten und in den nördlich liegenden Villgratner Bergen.
Die dörflichen Siedlungen der Gemeinde liegen allesamt im Pustertal. Der Hauptort Innichen (1160–1200 m s.l.m.) befindet sich am Talausgang des von Südosten einmündenden Sextentals, wo Sextner Bach und Drau aufeinandertreffen, in der Nähe des Drau-Ursprungs am Toblacher Feld und der Grenze zur westlichen Nachbargemeinde Toblach. Östlich davon – noch im Talboden – folgen die Fraktionen Vierschach, bestehend aus Ober- (1130–1150 m) und Untervierschach (1130–1180 m), sowie Winnebach (1120–1180 m), nahe der hier vom Kolberbach markierten italienisch-österreichischen Staatsgrenze zum Bundesland Tirol bzw. in Nachbarschaft zur Osttiroler Gemeinde Sillian gelegen. Am nördlichen Talhang über dem Hauptort Innichen, wo ein bewaldeter Rücken das Pustertal vom zu Toblach gehörenden Silvestertal trennt, liegt die Streusiedlung Innichberg. Nördlich hinter Vierschach und Winnebach steigt der Innichner Anteil der Villgratner Berge auf über 2500 m an. Der jenseitig ins Villgratental abfallende Kamm zwischen Markinkele (2545 m) und Hochrast (2436 m) trägt die Gemeindegrenze von Innichen zu Innervillgraten und somit gleichzeitig die Staatsgrenze.
Südlich des Pusterer Talbodens ragt das Gemeindegebiet weit in die Sextner Dolomiten und den Naturpark Drei Zinnen hinein. Diese Gegend umfasst das vom unteren Sextental nach Süden abzweigende Innerfeldtal sowie die umliegenden Berge. Auf der Westseite des Innerfeldtals ragt die Haunoldgruppe mit dem Haunold (2966 m) und dem Birkenkofel (2922 m) auf. Der das Tal ostseitig zum Fischleintal und zur Gemeinde Sexten hin begrenzende Kamm trägt unter anderem den Toblinger Knoten (2617 m) und die Dreischusterspitze (3145 m). Östlich über dem Ausgang des Sextentals erreicht das Innichner Gemeindegebiet am Grenzberg Helm (2433 m) die nördlichsten Ausläufer des Karnischen Hauptkamms.

## Geschichte
Im 4. Jahrhundert v. Chr. ließen sich hier keltische Stämme nieder, betrieben neben der Viehzucht bereits auch Ackerbau und gründeten eine kleine befestigte Ortschaft.
15 v. Chr. eroberten die Römer die Provinzen Rätien und Noricum, also auch die Gegend von Innichen. Nachdem die Römerstraße (Via Julia Augusta), die Aquileia mit Augsburg (Augusta Vindelicorum) verband, durch diese Gegend geführt hatte, gründeten die Römer mit größter Wahrscheinlichkeit hier die Militärstation Littamum.
Am Ende des 6. Jahrhunderts n. Chr. lieferten sich im Hochpustertal die aus dem Osten vorrückenden Slawen mit den aus dem Norden vorrückenden Bajuwaren erbitterte Kämpfe. Die damalige Ortschaft  wurde zerstört, ob durch kriegerische Ereignisse, durch eine Überschwemmung oder durch einen Großbrand, ist nicht geklärt.
769 übertrug der Bayernherzog Tassilo III. dem Abt Atto von Scharnitz einen Landstrich zwischen dem heutigen Welsberg im Westen und Abfaltersbach im Osten mit der Auflage, in India, auch Campogelau (= eisiges Land) genannt, ein Benediktinerkloster zur Missionierung zu gründen; daraus entstand das heutige Innichen. Innichen ist somit das älteste Stift und eine der ältesten bajuwarischen Siedlungen Tirols.
783 wurde Abt Atto Bischof von Freising. Seitdem gehörte Innichen mit einer kurzen Unterbrechung bis zur Säkularisation im Jahre 1803 als freisingische Hofmark dem Hochstift Freising und bis 1919 zur Gefürsteten Grafschaft Tirol.
Um 1140 wurde das Benediktinerstift in ein weltliches Kollegiatstift umgewandelt, an die Stelle der Benediktinermönche traten „weltliche“ Geistliche, die Kanoniker. Seit dem Hochmittelalter entrissen die Vögte (Grafen von Görz, dann Grafen von Tirol), die eigentlich zum Schutz der freisingischen Herrschaft bestimmt waren, dieser fast sämtliche Ländereien, so dass am Ende (1803) davon nur ein Teil der Ortschaft Innichen übrig geblieben war.
Bis zum Ersten Weltkrieg war Innichen Garnison der k.u.k. Österreich-Ungarischen Armee. 1914 waren hier der Stab und das IV. Bataillon des Landesschützen-Regiments Nr. III stationiert.
Nach dem Ersten Weltkrieg errichteten die italienischen Faschisten als Denkmal ein Beinhaus. Das Denkmal ist bis heute umstritten, weil die bestatteten Soldaten von weit entfernten Kriegerfriedhöfen dorthin umgebettet wurden.
1928 wurde die Gemeinde Innichen um die bis dato eigenständigen Gemeinden Vierschach, Winnebach und Innichberg vergrößert.

## Etymologie
Die ältesten Schriftzeugnisse sind 769 „India“, 822 „Intihha“ und 1070 „Intichingen“.
Die Etymologie und die Ausgangssprache des Namens liegen im Dunkeln. Egon Kühebacher spekulierte, Innichen könnte von einem keltischen *Indiaca mit der Bedeutung „Gebiet des Indius“ stammen.
Ein wesentliches Problem der Namensdeutung ist der Schritt von India zu Intihha. Diether Schürr deutete Intihha als Verkleinerungsform des vermutlich spätantiken Namens India, die in Abgrenzung zu dem wegen der Assoziation mit Indien als unpassend aufgefassten Gebietsnamen in Gebrauch kam.

## Politik

### Bürgermeister
Bürgermeister seit 1952:
- Walter Müller: 1952–1956
- Walter Wachtler: 1956–1974
- Franz Senfter: 1974–1985
- Josef Passler: 1985–2010
- Werner Tschurtschenthaler: 2010–2015
- Rosmarie Burgmann: 2015–2020
- Klaus Rainer: seit 2020

### Wappen
Im Jahr 1303 wurde vom römisch-deutschen König Albrecht I. das Wappen verliehen. Es zeigt auf rotem Grund ein silberfarbenes Kastell, das auf grünem Rasen steht. Über dem Tor findet sich das Wappen des Hochstiftes Freising.

### Partnergemeinde
- Freising (Deutschland) seit 1969

## Demographie
Die Einwohnerzahl der Gemeinde stieg nach der Annexion durch Italien 1920 aufgrund des Zuzugs von Staatsbediensteten in die neue Grenzgemeinde deutlich an und ist seitdem weitgehend stabil.
| Jahr | Einwohnerzahl |
| ---- | ------------- |
| 1900 | 1017          |
| 1921 | 2698          |
| 1931 | 2835          |
| 1951 | 2616          |
| 1961 | 2961          |
| 1971 | 3022          |
| 1981 | 2999          |
| 1991 | 3073          |
| 2001 | 3107          |
| 2011 | 3206          |

In der ursprünglich deutsch-tirolerischen Berggemeinde entstand durch die nach 1920 zugezogenen Staatsbediensteten aus dem übrigen italienischen Staatsgebiet eine signifikante italienischsprachige Gemeinschaft. Der Bedeutungsverlust der nahen Grenze aus militärischer und administrativer Perspektive führte später wieder merklich zu einem Wegzug italienischsprachiger Einwohner. Innichen ist gemäß den seit 1981 erhobenen Sprachgruppenzugehörigkeitserklärungen bzw. Sprachgruppenzuordnungserklärungen eine mehrheitlich deutschsprachige Gemeinde, wobei als Berechnungsgrundlage dieser Prozentwerte allein die gültigen Erklärungen von Personen mit italienischer Staatsbürgerschaft herangezogen wurden.
| Sprache     | 1900    | 1971    | 1981    | 1991    | 2001    | 2011    | 2024    |
| ----------- | ------- | ------- | ------- | ------- | ------- | ------- | ------- |
| Deutsch     | 99,59 % | 76,95 % | 82,21 % | 83,20 % | 84,84 % | 85,06 % | 82,39 % |
| Italienisch | 0,41 %  | 22,66 % | 17,34 % | 16,32 % | 14,78 % | 14,64 % | 17,21 % |
| Ladinisch   |         | 0,40 %  | 0,44 %  | 0,48 %  | 0,38 %  | 0,30 %  | 0,40 %  |

## Bildung
Innichen ist Sitz eines deutschsprachigen Schulsprengels. Dieser umfasst auf dem Gemeindegebiet die Grundschulen in Vierschach und in Winnebach, sowie die Grund- und Mittelschule im Hauptort Innichen. Dem Sprengel angeschlossen ist zudem auch die Grundschule der Nachbargemeinde Sexten. Für die italienische Sprachgruppe besteht ebenfalls eine Grundschule, die vom Sprengel Toblach verwaltet wird.
Die deutschsprachige Wirtschaftsfachoberschule in Innichen stellt das einzige Angebot einer weiterführenden Schule im Hochpustertal dar.

## Gesundheit
Innichen ist der Standort eines Krankenhauses des Südtiroler Sanitätsbetriebs.

## Kultur und Sehenswürdigkeiten

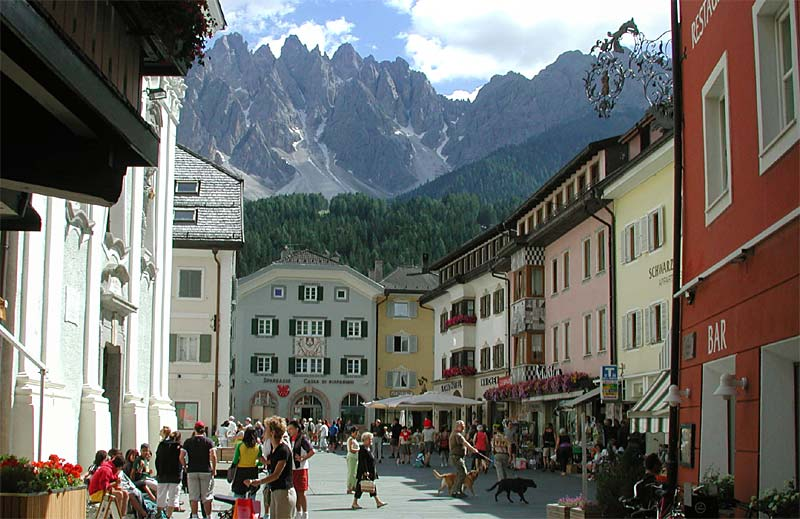
Innichen, St. Michaelsplatz

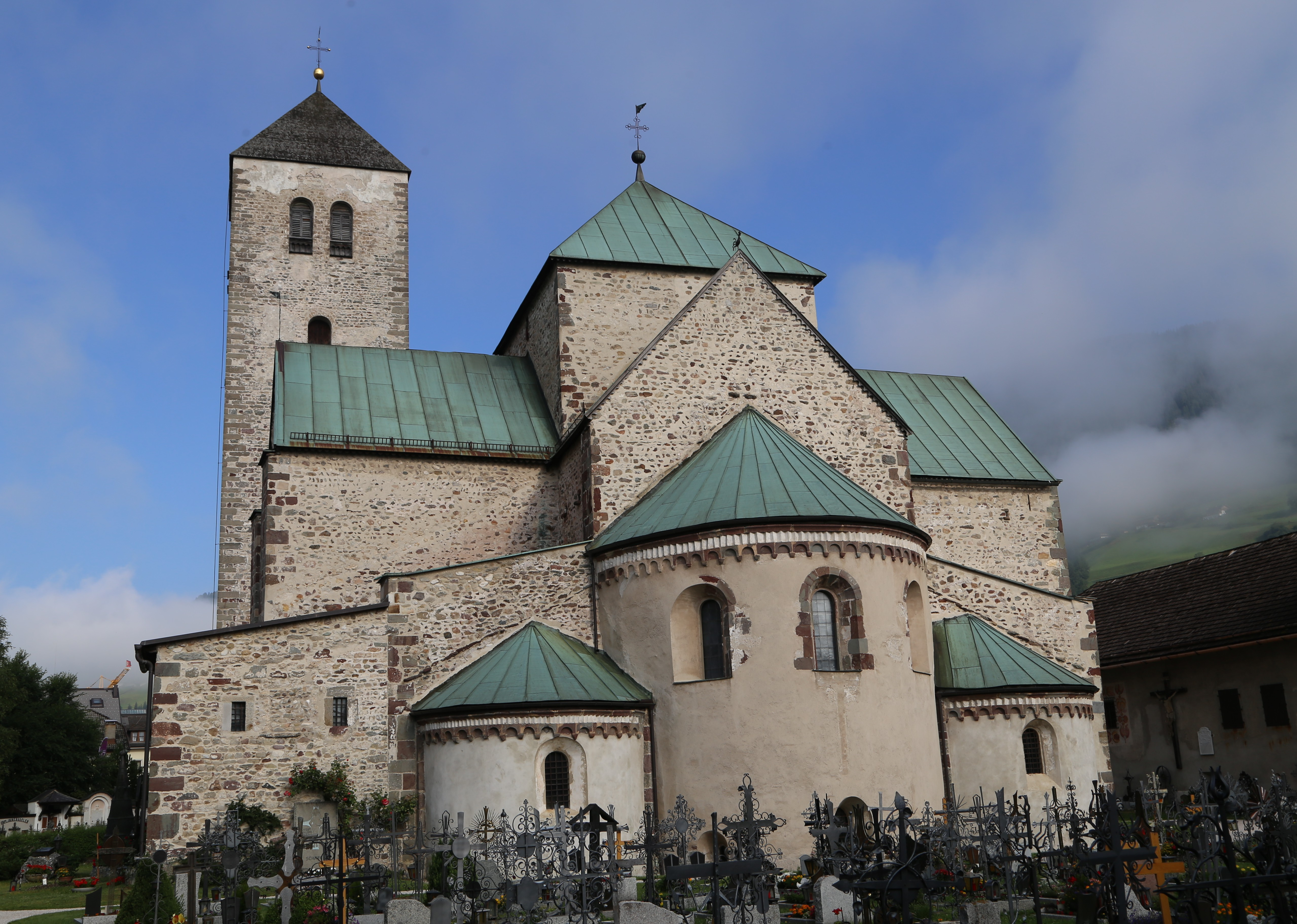
Innichen, Stiftskirche

- Stift Innichen (Stiftskirche und Museum)
- Franziskanerkloster Innichen
- Dolomythos-Museum

## Verkehr
Für den Kraftverkehr ist Innichen in erster Linie durch die SS 49 und die SS 52 erschlossen. Zudem wird das Gemeindegebiet von der Pustertalbahn/Drautalbahn, die am Bahnhof Innichen und am Bahnhof Vierschach-Helm Zugangsstellen bietet, und der Radroute 3 „Pustertal“ bzw. dem „Drauradweg“ durchquert.

## Tourismus
Innichen gilt als einer der beliebtesten Urlaubsorte im Südtiroler Hochpustertal. Im Sommer wie im Winter bietet es vielfältige Aktivitäten: im Sommer vor allem Wandern sowie Radfahren am Drauradweg und Mountainbiken. Bei Familien besonders beliebt ist der grenzüberschreitende Radweg von Innichen nach Lienz im benachbarten Österreich.
Im Winter ist der Skiberg Haunold in Betrieb, der unter anderem auch über eine Rodelbahn verfügt. Seit der Wintersaison 2011/2012 bietet man auch Nachtskilauf an.
In der Fraktion Vierschach und Sexten befinden sich Anlagen der Skigberge Helm-Rotwand. Er gehört, wie der Skiberg Haunold, zum Skigebiet 3 Zinnen, das mit 115 Pistenkilometern zu den größeren Skigebiete Südtirols gehört. Außerdem ist es Teil des weltweit größten Skikarussells Dolomiti Superski.
Innichen ist an das Loipennetz des Hochpustertales, das über 200 präparierte Loipen umfasst, angeschlossen. Die Landschaft ist im Winter für Ausflüge mit Schneeschuhen oder für Skitouren geeignet. Außerdem verfügt Innichen über ein Hallenschwimmbad namens acquafun. Innichen hat ca. 2500 Fremdenbetten in gastgewerblichen Betrieben. Privatzimmervermieter und Landwirte (Urlaub auf dem Bauernhof) bieten zusätzlich ca. 500 Betten.

## Persönlichkeiten
- Bartlmä Firtaler (1480–1535), spätmittelalterlicher Architekt und Baumeister mit charakteristischer Gewölbekunst
- Matthäus Rader (1561–1634), Philologe und Historiker
- Paul Ram(b)lmayr (von Taufers), Stiftsdekan in Innichen von 1679 bis 1689
- Alderich von Jäger (1746–1819), Geistlicher, Theologe und Hochschullehrer
- Stanislaus Kiepach (1754–1808), Franziskaner, Autor zahlreicher Bücher[13]
- Julius Cornet (1793–1860), Opernsänger (Tenor)
- Peter Paul Rainer (1885–1938), Dichter und Schriftsteller
- Giovanni Kasebacher (1910–1987), Skilangläufer
- Leopold Ganzer (1929–2008), Maler
- Hans Glauber (1933–2008), Soziologe, Künstler, Umweltschützer, Bergsteiger
- Egon Kühebacher (* 1934), Historiker und Sachbuchautor
- Michael Wachtler (* 1959), Buchautor und Forscher
- Irmgard Trojer (* 1964), Hürdenläuferin
- Anna Maria Chiuri (* 1968), Opernsängerin (Mezzosopran)
- Helga Plankensteiner (* 1968), Jazzmusikerin
- Thomas Prugger (* 1971), Snowboarder
- Kurt Sulzenbacher (* 1976), Skirennläufer
- Diana Gaspari (* 1984), Curlerin
- Wendy Siorpaes (* 1985), Skirennläuferin
- Virginia De Martin Topranin (* 1987), Skilangläuferin
- Marion Oberhofer (* 2000), Rennrodlerin
- David Zingerle (* 2000), Biathlet
- Hannah Auchentaller (* 2001), Biathletin
- Jannik Sinner (* 2001), Tennisspieler
- Linda Zingerle (* 2002), Biathletin
- Sara Scattolo (* 2003), Biathletin
- Ilaria Scattolo (* 2004), Biathletin